# Antonio Rolla

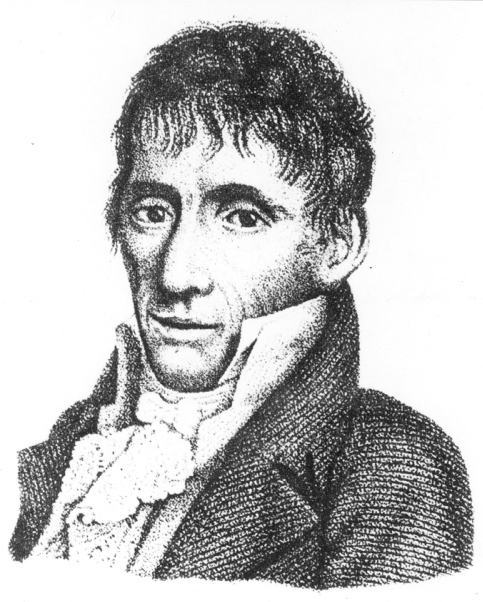
Antonio Rolla

Giuseppe Antonio Rolla (* 18. April 1798 in Parma; † 19. Mai 1837 in Dresden) war ein italienischer Violinvirtuose und Komponist.
Antonio Rolla ist der Sohn von Alessandro Rolla. Er wirkte zunächst in seiner Heimat als Lehrer für Violine, im Jahre 1823 wurde ihm das Amt als Konzertmeister an der königlichen Kapelle zu Dresden übertragen, wo er am 19. Mai 1837 im Alter von 39 Jahren einer tödlichen Erkrankung erlag.
Er war als Instrumentalist hoch angesehen und schuf neben einigen Werken für Violine und Orchester etliche anerkannte Studienwerke für sein Instrument.